# Тенье, Анна
Анна Йенни Каролина Тенье (швед. Anna Jenny Caroline Tenje, в девичестве Бергквист, Bergkvist; род. 22 октября 1977, Вернаму, Йёнчёпинг) — шведский преподаватель, политический и государственный деятель. Член Умеренной коалиционной партии. Министр по делам престарелых и социального страхования Швеции с 18 октября 2022 года. В прошлом — депутат риксдага (2006—2010).

## Биография
Родилась 22 октября 1977 года и выросла в Вернаму.
Вступила в молодёжную организацию Умеренной коалиционной партии (MUF).
По результатам парламентских выборов 2006 года избрана депутатом риксдага от лена Крунуберг. Была членом Конституционного комитета.
В 2017—2022 гг. — председатель муниципального совета в Векшё.
18 октября 2022 года назначена министром по делам престарелых и социального страхования в Министерстве социальных дел Швеции в правительстве Ульфа Кристерссона.